# Duce de Cornwall
Duce de Cornwall este un titlu aristocratic englezesc deținut în mod tradițional de fiul cel mare al monarhului britanic. Ducatul de Cornwall a fost primul ducat creat în Anglia și a fost înființat prin charta regală din 1337. Actualul duce este Prințul William. Soția lui, Catherine, este actuala ducesă de Cornwall.
Ducatul include peste 570 km² de teren, din care mai mult de jumătate se află în Devon. Înaltul șerif din Cornwall este numit de Duce, nu de monarh, spre deosebire de celelalte comitate ale Angliei și Țării Galilor. Ducele are dreptul la moșiile tuturor celor care mor fără moștenitori (bona vacantia) în întreg Cornwall. În 2013, Ducatul a avut un excedent de venituri de 19 milioane de lire sterline, o sumă care a fost scutită de impozitul pe venit, deși Prințul de Wales a ales să plătească impozitul în mod voluntar.
Până în 2011, dacă nu exista un Duce de Cornwall, atunci venitul ducatului se ducea la Coroană. De la intrarea în vigoare a Legii suverane din 2011, veniturile ducatului de Cornwall ajung la moștenitorul tronului, indiferent dacă acest moștenitor este Duce de Cornwall. În cazul în care moștenitorul este minor, 10% din venituri ajung la moștenitor, restul ajungând la Coroană (și garanția suverană se reduce cu această sumă).
Blazonul Ducelui de Cornwall este un sable cu cincisprezece bezanți, adică un fond negru cu 15 discuri de aur.

## Legături exerne
- The Duchy of Cornwall Arhivat în 9 august 2012, la Wayback Machine. at The Prince of Wales's website
- Guardian Unlimited article
- The charter of 1337